# Colonel Vaughan (manzana)
Colonel Vaughan es una  variedad cultivar de manzano (Malus domestica). 
Variedad de manzana de la que se desconocen los parentales de procedencia. Originado en Kent Inglaterra. Se conoció a finales del siglo XVII. Las frutas tienen una pulpa firme, blanca, a veces teñida de rojo, con un sabor dulce a subácido..

## Sinonimia
- "Amasa",
- "Colonel Vaughn's",
- "Kentish Pippin",
- "Pepping",
- "Red Coachman",
- "Red Kentish Pippin",
- "Roter Kentische Peppin",
- "Roter Kentischer Pepping",
- "Scarlet Incomparable",
- "Vaughan's Pippin",
- "Vaughn's Pippin",
- "Vaun's Pippin".

## Historia
'Colonel Vaughan' es una variedad de manzana de la que se desconocen los parentales de procedencia. Surgió en Kent, Inglaterra (Reino Unido) y fue catalogado por los viveros del área de Londres desde 1670. Cultivado comercialmente en Kent hasta el siglo XIX.
'Colonel Vaughan' se cultiva en la National Fruit Collection con el número de accesión: 2000-028 y Accession name: Colonel Vaughan.

## Características
'Colonel Vaughan' árbol de extensión erguida, de vigor moderadamente vigoroso, portador de espuela. Tiene un tiempo de floración que comienza a partir del 5 de mayo con el 10% de floración, para el 11 de mayo tiene una floración completa (80%), y para el 18 de mayo tiene un 90% caída de pétalos. Presenta vecería.
'Colonel Vaughan' tiene una talla de fruto de pequeño a medio; forma elipsoide cónico con lados ligeramente angulares, con una altura de 60.00mm, y con una anchura de 55.00mm; con nervaduras débiles a medias; epidermis con color de fondo amarillo pálido, con un sobre color rojo, importancia del sobre color de alto a muy alto, y patrón del sobre color rayas, presentando marrón rojizo lavado en la cara expuesta al sol y marcado con lenticelas elevadas que son amarillentas en la cara expuesta al sol, verdes en la cara sombreada, "russeting" (pardeamiento áspero superficial que presentan algunas variedades) bajo; cáliz pequeño y parcialmente abierto, colocado en una cubeta poco profunda, ancha y plisada; pedúnculo muy corto y robusto, completamente asentado en una cavidad amplia y profunda, generalmente sin "russeting"; carne es de color blanco, a menudo con una mancha rojiza debajo de la piel, firme, crujiente. Sabor jugosa y dulce-aguda, con aromas de fresa.
Listo para cosechar a principios de octubre. Se conserva bien durante menos de dos meses en cámaras frigoríficas.

## Usos
Una buena manzana de uso fresca en mesa y también de uso en la elaboración de sidra.

## Ploidismo
Diploide, auto estéril. Grupo de polinización: Grupo C, Día 8.

## Susceptibilidades
Resistente a la sarna del manzano.